# 向左走·向右走 (電影)
《向左走·向右走》是2003年由杜琪峰和韋家輝執導的浪漫爱情電影，金城武和梁詠琪主演，拍攝地點於臺灣臺北和雲林。該電影改編自幾米的繪本作品《向左走·向右走》，是華納兄弟電影公司参与制作的第一部華語電影。

## 故事
劉智康（金城武飾）是小提琴家，蔡嘉儀（梁詠琪飾）靠翻譯寫作維生，兩人居於同一幢公寓，卻因彼此習慣不同：一個喜歡向左走，一個喜歡向右走，而從未相會。
兩個都是寂寞的都市單身男女，對處身的世界，卻充滿著期盼。英俊而略帶憂鬱的劉智康，常為引來周遭女子的暗慕而煩惱，反而他的音樂卻被人忽略。
蔡嘉儀沉迷於她的情詩翻譯的文字世界，但為了市場需要，常被迫翻譯通俗恐怖小說，且因過份投入而往往弄得精神緊張。
兩人不曾相遇卻不斷擦身而過：在旋轉門一進一出、在電梯一上一落、在月台上分站兩旁…...這麼近，那麼遠，總是稍欠那一點點就會碰到。
終於，他們各因逃避房東的追纏，竟同時來到公園。在水池的一端，他們遇上了。兩人一見投緣，有如一對失散多年的戀人，一起玩旋轉木馬，在草地上傾談，開心地過了一個甜蜜的下午。黃昏，雨忽然傾盆洒下，兩人匆忙交換了電話號碼，倉惶地離開。
但不知是否天意弄人，兩人的電話號碼，在濕透的紙上化作一片。兩人不斷撥號卻總無法找到對方。一夜，兩人同時叫了外賣，小紅（關穎飾）分別接了兩人的外賣單。她在蔡嘉儀及劉智康家分別發現了兩人各有一張模糊了的電話號碼紙，知道兩人應有關連。
除夕夜，兩人分別病倒，劉智康在家中得小紅悉心照料，蔡嘉儀則在醫院重遇大學同校的學長，她現在的主治胡醫生（陳之財飾）。
小紅及胡醫生均深信與劉智康及蔡嘉儀有著奇妙的緣份，分別主動向對方表達心意。劉智康及蔡嘉儀被兩人苦苦痴纏，不勝其煩。兩人重回相遇的公園。發現公園竟在清拆中，連彼此曾相聚一刻的Cafe也逃不過將被拆卸的命運。兩人依依不捨，決定拖著對方曾坐過的木馬回家，在回家的路上正巧各自碰到小紅及胡醫生，他們都奮不顧身的幫忙兩人。
胡醫生請來私家偵探跟蹤儀，拍下了一疊照片，小紅看到照片，發現每張照片內均見到蔡嘉儀、劉智康同時出現。茫茫人海中，兩人均緣差一線。
小紅與胡醫生因惱成恨，促成了他們的關係，並發誓一輩子不讓蔡嘉儀及劉智康相見，且將照片分別寄與兩人。劉智康及蔡嘉儀拆開信後，看見內裡相片，不禁悲從中來，嗟嘆命運弄人。
悵惘、失落、緣來、緣散，令兩人決定離去，希望在另一片天空下展開生活新一頁，劉智康在一場歐洲管弦樂團的面試中被相中，且決定前往維也納，而蔡嘉儀也在另一家美國雜誌社的面試中被錄取，將要離開臺灣。
兩人各自整理行李，準備離去，並打電話給小紅和胡醫生想要道別。然而，因小紅和胡醫生最終受不了兩人差一線的緣份，故此借他們為名但留下的分別是蔡嘉儀和劉智康的號碼，但也不巧的沒有被接起，因此轉至電話留言，此時他們終於發覺原來大家就連錄音都非常相似而且一直尋找對方。
二人發覺彼此非常近，因此跑到大街上呼叫對方期望對方聽見，但他們還是沒有找到對方而回到公寓。但這時大地震發生，在他們公寓之間的牆震破一個洞，他們才發覺原來對方是鄰居，一直就在旁邊，兩人馬上向前擁抱對方，而這個電影也就在此結束。

## 角色列表

二人入醫後所住的病房

| 演員   | 角色             |
| ------ | ---------------- |
| 梁詠琪 | 蔡嘉儀（784533） |
| 金城武 | 劉智康（763092） |
| 陳之財 | 胡醫生           |
| 關穎   | 小紅             |

## 場景
臺北市
- 北投公園噴水池
- 北投溫泉區
- 貴子坑生態教育園區
- 西門町徒步區
- 台北捷運北投站4號月台
- 華納威秀影城
- 台北101（施工時期）
- 松山區民生社區富錦街
- 臺北市立陽明醫院
- 臺北市政府市民廣場

臺北縣
- 台鐵雙溪車站

雲林縣
- 劍湖山遊樂區

## 歌曲
| 曲別   | 歌名                                              | 作曲   | 作詞        | 編曲               | 監製                  | 演唱          |
| ------ | ------------------------------------------------- | ------ | ----------- | ------------------ | --------------------- | ------------- |
| 主題曲 | 《向左走向右走》（國語） 《兩個人的幸運》（粵語） | 金培達 | 林夕        | 金培達             | 金培達                | 梁詠琪        |
| 插曲   | 《遇見》（國語） 《迴旋木馬的終端》（粵語）       | 林一峰 | 易家揚 林夕 | Terence Teo 張仁傑 | 李偲菘、李偉菘 趙增熹 | 孫燕姿 梁詠琪 |

## 特別版
2004年10月30日於日本上映後，隔年3月4日發行「向左走・向右走 特別版」DVD，內容為收錄三種語言（國語、粵語、日語配音）音軌以及中、英、日文字幕的版本。

## 獎項

### 金馬獎
| 年份 | 獎項名稱             | 提名獎項         | 提名                                              | 結果 |
| ---- | -------------------- | ---------------- | ------------------------------------------------- | ---- |
| 2003 | 第40屆金馬獎         | 最佳女配角       | 關穎                                              | 提名 |
| 2003 | 第40屆金馬獎         | 最佳改編劇本     | 韋家輝、游乃海、歐健兒、葉天成                    | 提名 |
| 2003 | 第40屆金馬獎         | 最佳視覺效果     | 馬文現                                            | 提名 |
| 2003 | 第40屆金馬獎         | 最佳美術設計     | 余家安                                            | 提名 |
| 2003 | 第40屆金馬獎         | 最佳造型設計     | 曾伯銓、黃家寶                                    | 提名 |
| 2003 | 第40屆金馬獎         | 最佳原創電影音樂 | 鍾志榮、張兆鴻                                    | 提名 |
| 2003 | 第40屆金馬獎         | 最佳原創電影歌曲 | 迴旋木馬的終端 詞 : 林夕 曲 : 林一峰 唱 : 梁詠琪  | 獲獎 |
| 2004 | 第23屆香港電影金像獎 | 最佳美術指導     | 余家安                                            | 提名 |
| 2004 | 第23屆香港電影金像獎 | 最佳服裝造型設計 | 曾伯銓、黃家寶                                    | 提名 |
| 2004 | 第23屆香港電影金像獎 | 最佳原創電影音樂 | 鍾志榮、張兆鴻                                    | 提名 |
| 2004 | 第23屆香港電影金像獎 | 最佳原創電影歌曲 | 兩個人的幸運 作曲：金培達 填詞：林夕 主唱：梁詠琪 | 提名 |